# Barenburg
Barenburg är en kommun och ort i Landkreis Diepholz i förbundslandet Niedersachsen i Tyskland.
Kommunen ingår i kommunalförbundet Samtgemeinde Kirchdorf tillsammans med ytterligare fem kommuner.